# Pontiac Trans Sport
La Trans Sport è un'autovettura monovolume prodotta dalla Pontiac dal 1990 al 1999.

## Il contesto
La Trans Sport venne lanciata sul mercato insieme a due modelli simili che furono commercializzati con altri marchi del gruppo General Motors. Queste due monovolume erano la Chevrolet Lumina APV e la Oldsmobile Silhouette. Tutti e tre debuttarono tra la fine degli anni ottanta e l'inizio degli anni novanta. Dal 1997 al 2005, in Europa, venne venduta la Chevrolet Trans Sport. Essa era in sostanza una versione della Chevrolet Venture che possedeva molte caratteristiche in comune con la Pontiac Trans Sport. Quest'ultima era basata sul pianale U della General Motors ed aveva il motore installato anteriormente. La trazione era anch'essa anteriore.
La Trans Sport ed i modelli omologhi vennero commercializzati dalla General Motors per competere con la Dodge Caravan e la Plymouth Voyager. Le più grandi Chevrolet Astro e GMC Safari erano basate su un pianale a trazione posteriore con telaio separato,  e quindi non intaccarono le vendite della Chrysler, che alla fine degli anni ottanta dominava il mercato delle monovolume negli Stati Uniti. Le monovolume della General Motors ebbero più successo del duo Astro/Safari in termini di quote di mercato, e furono in grado di registrare buoni volumi di vendita in un mercato differente da quello occupato dai modelli Chrysler.

## La concept car

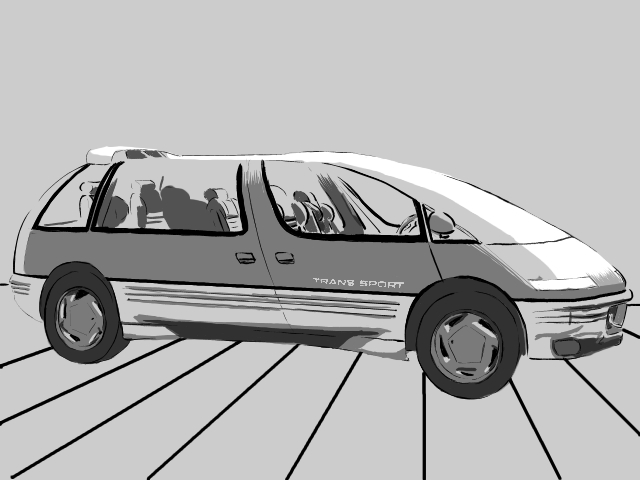
La Pontiac Trans Sport concept car

Mostrata la prima volta al pubblico nel 1986, la concept car della Pontiac Trans Sport era caratterizzata dall'avere un design futuristico, sedili singoli rimovibili, altoparlanti integrati, portiere posteriori ad ali di gabbiano ed un uso intensivo di pannelli di vetro (incluso un tettuccio panoramico), oltre ad altre caratteristiche che si potevano trovare solamente su una dream car.
La Pontiac Trans Sport andò poi in produzione, ma come spesso succede, lo stile e le caratteristiche presentate nella concept car non vennero riproposti nel modello destinato alla produzione in serie. Ad esempio, le porte ad ali di gabbiano furono giudicate troppo costose da produrre. Inoltre, queste ultime avrebbero creato parecchi problemi ai possessori dell'auto, dato che con la loro apertura verso l'alto, avrebbero probabilmente urtato contro il soffitto dei garage. Un altro esempio erano i pannelli di vetro, che erano troppo pesanti e costosi; nella produzione di serie furono sostituiti, per quanto riguarda quelli installati sul tettuccio, da pannelli verniciati in nero lucido che richiamavano il design della concept car.
Sebbene la Trans Sport fosse una Pontiac, la General Motors decise di commercializzare delle vetture derivanti dalla concept anche con marchio Chevrolet e Oldsmobile per soddisfare le richieste di una clientela più vasta possibile; infatti la Lumina APV era la più economica, la Trans Sport era quella più sportiveggiante, mentre la Silhouette era il modello più lussuoso.

## La tecnologia e le innovazioni

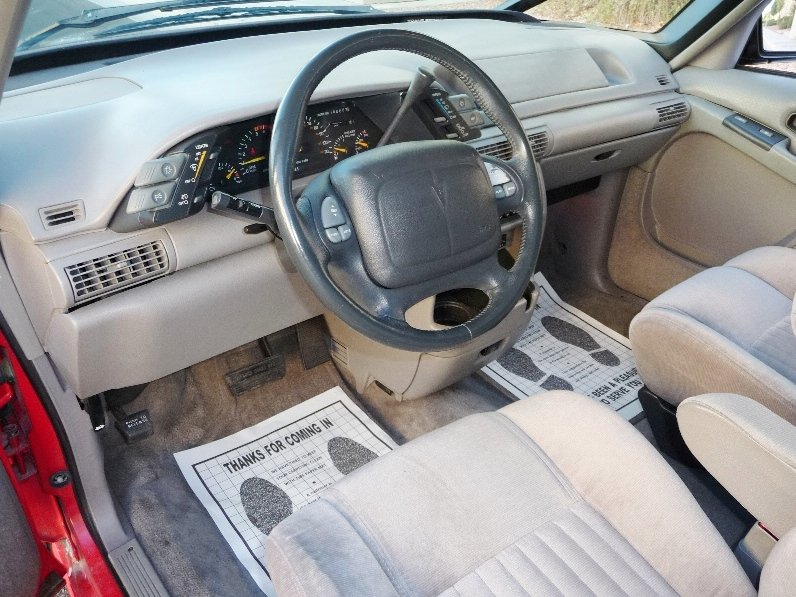
Il cruscotto di una Pontiac Trans Sport

Assemblati nello stabilimento General Motors di Tarrytown, nello stato di New York, queste monovolume consistevano in una scocca in acciaio galvanizzato rivestita con pannelli per la carrozzeria in materiale composito, che non erano soggetti alla ruggine ed a colpetti ed ammaccature. La tecnica costruttiva venne sviluppata sulla Pontiac Fiero, e fu poi largamente utilizzata sulle autovetture della Saturn.
La Trans Sport poteva ospitare sette passeggeri, ed i sedili posteriori potevano essere riconfigurabili e rimovibili. Nel 1994 la lista optional vide l'arrivo dei sedili adatti a trasportare bambini, che si potevano ottenere tirando una linguetta montata sui sedili posteriori. Tirando la linguetta, si aveva la possibilità di scegliere tra i posti per adulti oppure per i posti per i bambini.
Era incluso un pacchetto di gestione dell'altezza delle sospensioni che includeva un compressore operante sugli ammortizzatori posteriori. Questa macchina operatrice immetteva aria negli ammortizzatori per mantenere l'altezza del veicolo costante anche nel caso in cui quest'ultimo trasportasse del carico. Inoltre, era previsto anche un pannello di controllo ed un kit di gonfiaggio che permetteva al veicolo di essere utilizzato per immettere aria negli pneumatici, in materassini gonfiabili, in equipaggiamenti sportivi e simili.
Nel 1995 furono disponibili le porte scorrevoli ad azionamento elettrico radiocomandato. Questo ritrovato tecnologico fu un'innovazione della General Motors, e venne in seguito utilizzato su moltissimi altri di modelli di monovolume, anche della concorrenza.
Nel 1994 e nel 1995 il controllo di trazione era disponibile solo con l'opzionale motore 3800.

## Il successo modesto

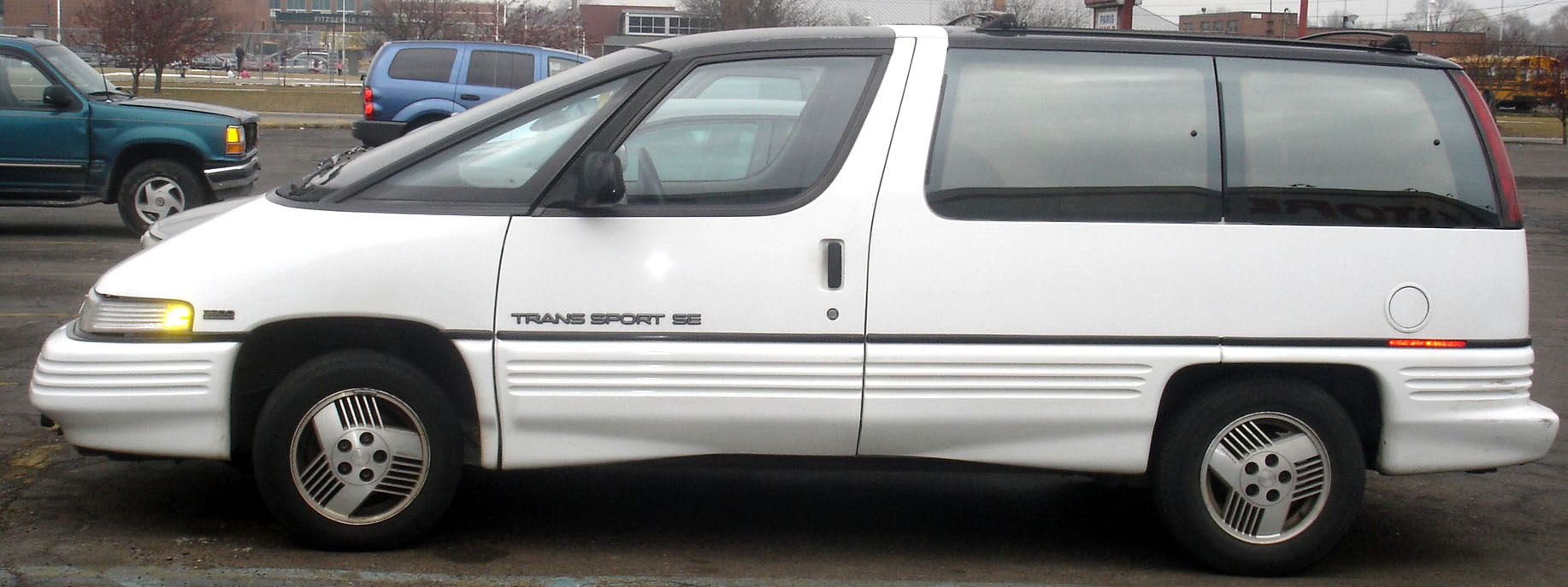
La vista laterale della Trans Sport spiega il soprannome del modello, vale a dire "dustbuster", cioè un modello di aspirapolvere della Black & Decker

Il design dei tre modelli fu controverso. Prima che la Pontiac Trans Sport e le vetture correlate venissero commercializzate, nessuno aveva mai messo in vendita dei modelli di monovolume aventi uno stile relativamente sportivo ed una linea innovativa. La General Motors percepì che questa era una nicchia di mercato inesplorata che la Chrysler non era stata in grado di occupare. La General Motors decise quindi di lanciare la Trans Sport, la Lumina APV e la Silhouette. Esse erano caratterizzate da un basso baricentro e da una linea affusolata. Questi elementi distintivi non erano presenti in nessun altro modello di monovolume commercializzato all'epoca. L'estremamente lungo ed inclinato parabrezza causò però un'eccessiva distanza la base del vetro ed il posto di guida, e ciò poteva cagionare al conducente una sensazione sgradevole durante la guida. Le riviste specializzate dell'epoca soprannominarono la Trans Sport "dustbuster" (che era un modello di aspirapolvere della Black & Decker) per il suo profilo.
Il primo motore offerto per queste monovolume fu un V6 da 3,1 L di cilindrata che produceva solamente (considerando il peso del veicolo) 120 CV di potenza. Nel 1992 la Trans Sport e gli altri modelli omologhi ebbero in dotazione, tra gli optional, un motore V6 da 3,8 L che sviluppava 170 CV. Questo propulsore permetteva un'accelerazione migliore e l'erogazione di una coppia superiore.
Come risposta alle critiche (ed alle conseguenti basse vendite) riguardanti la linea avveniristica, la Pontiac nel 1994 fece un restyling della Trans Sport e della Lumina APV, che portò ad una linea più convenzionale. Anche il cruscotto fu rivisto con l'intento di rendere meno percepibile la distanza tra la base del parabrezza ed il posto di guida.
In Europa, dove le vendite delle monovolume ebbero un'impennata grazie alla Renault Espace, non ci furono critiche riguardo alla linea della Trans Sport, e le vendite furono buone. Così la Pontiac decise di conservare, per il mercato europeo, la linea originaria del modello. Poiché negli altri mercati era già in commercio la versione rivista, dal 1994 in Europa vennero vendute, come Trans Sport, delle Oldsmobile Silhouette rimarchiate. Una novità del 1995 fu l'introduzione di una versione Diesel, che era strategica per il mercato europeo. Essa utilizzava un motore PSA turbodiesel da 1,9 L che erogava una potenza (insufficiente per il peso del veicolo) di 90 CV.

## La prima serie: 1990-1996
L'introduzione del modello è datata 1990. All'inizio era disponibile in due versioni, quella base, che era contraddistinta da inserti argentati, e la versione SE, che aveva invece un aspetto monocromatico. Il Trans Sport venne anche commercializzato in Europa; il modello europeo, rispetto a quello americano, aveva delle differenze sia per quanto riguardava gli interni che per quanto concerneva il motore ed il cambio. Queste differenze erano causate dal differente costo del carburante e dalla diversa tassazione. In alcune nazioni europee il Trans Sport era venduto anche attraverso concessionari Opel.
I clienti si lamentavano per il riverbero del sole che abbagliava il conducente dopo essere stato riflesso sul cruscotto, e quindi nel 1991 vennero introdotti nuovi rivestimenti in moquette nera che sostituirono quelli in plastica usai fino all'anno prima. Sui modelli venduti in America, gli alzacristalli elettrici e la chiusura centralizzata furono inclusi nell'equipaggiamento standard.
Nel 1992 fu introdotto il motore V6 3800' da 3,8 L di cilindrata. Accoppiato ad esso, era offerto un cambio automatico Hydra-Matic 4T60 a quattro rapporti controllato elettronicamente. Nell'anno citato debuttò la versione Trans Sport GT. Nel contempo, venne eliminata la versione base, e quindi la gamma era composta solamente dalle versioni SE e GT. Dopo l'uscita di scena della versione base, non furono offerti più modelli con inserti argentati. Sui modelli GT, i sedili rivestiti in pelle diventarono disponibili tra gli optional. Precedentemente, i sedili foderati in pelle erano un'esclusiva, per i modelli basati sul pianale U, solamente della Oldsmobile Silhouette. Fu eliminata l'antenna fissa dell'autoradio, montata fino a quel momento alla base del parabrezza, e fu installata un'antenna integrata nel tetto, stretta fra il tetto stesso e la sommità del parabrezza stesso. Gli specchietti retrovisori diventarono ripiegabili e furono allargati per consentire una migliore visibilità. I freni furono ingranditi e venne introdotto, tra l'equipaggiamento di serie, l'ABS. Tra gli optional vennero inclusi il tettuccio apribile ed i comandi dell'autoradio sul volante.
Nel 1993 la versione GT fu tolta dall'offerta, ma il suo equipaggiamento era ancora disponibile tra gli optional. Da 1993 al 1996 tutte le Trans Sport vennero chiamate Trans Sport SE. Nell'anno citato venne annunciato un sistema remoto di apertura delle porte laterali, ma la ciò non ebbe seguito. Con taluni colori, furono disponibili, tra gli optional, una nuova verniciatura con inserti dorati, dei cerchioni color oro ed il tetto verniciato in tinta nella zona sopra l'ultimo finestrino. La consolle centrale fu aggiornata, ed ora comprendeva una più ampia zona dedicata ai comandi del climatizzatore ed un capiente vano portaoggetti alla cui base si trovava un ampio contenitore.

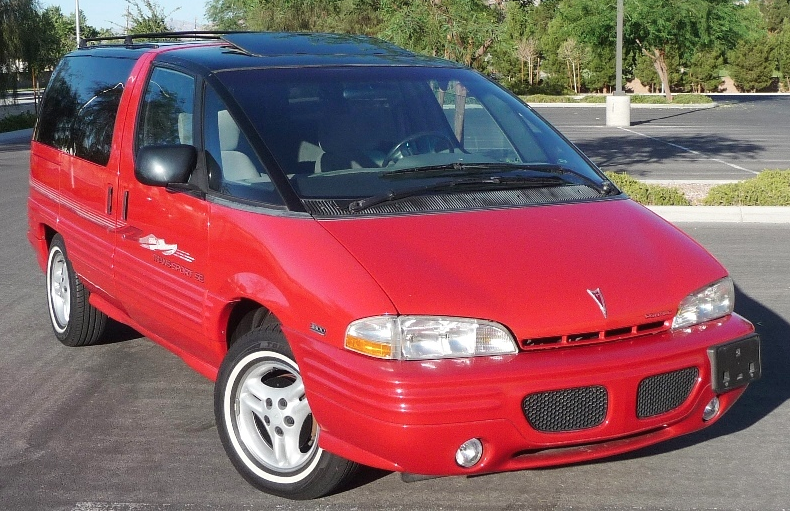
Una Pontiac Trans Sport SE del 1995

Nel 1994 l'aspetto esterno fu rivisto. I fari anteriori ora avevano il disegno di quelli della Bonneville. Tra l'equipaggiamento di serie, erano compresi i fendinebbia. Le finiture decorative divennero meno vistose. Nel tentativo di ridurre la distanza percepita alla base del parabrezza, il cruscotto venne ridisegnato. Nell'anno citato, vennero inclusi tra gli optional il comando remoto dell'apertura delle porte laterali, il sistema di trasformazione dei sedili posteriori in posti per il trasporto dei bambini ed il controllo di trazione. Furono introdotti i vetri oscurati posteriori. Venne incluso, nell'equipaggiamento standard, l'airbag lato passeggero.
Nel 1995 fu introdotto un sistema che apriva o chiudeva le serrature automaticamente in base a sé il cambio fosse stato o meno innestato nella posizione “parcheggio”. Per la porzione del tetto dietro il montante posteriore, che fino ad allora era verniciata di colore nero, fu offerta la possibilità di ottenerla in tinta con il resto della carrozzeria senza sovrapprezzo. Ciò fu fatto per omologare l'aspetto del modello con quello delle monovolume concorrenti. Venne introdotto un nuovo volante, che fu poi installato anche su altri modelli Pontiac.
Nel 1996 i motori da 3,1 e 3,8 L di cilindrata vennero tolti dall'offerta, e quindi come unico propulsore disponibile rimase un V6 da 3,4 L. Il controllo di trazione venne eliminato dall'offerta.
La prima serie della Trans Sport, che era basata sul pianale U della General Motors e che venne assemblata a Tarrytown, nello stato di New York, venne prodotta fino al 1996. Per il mercato europeo era offerto un motore da 2,3 L ed un cambio manuale a cinque rapporti. L'altra trasmissione disponibile in America fu la Turbo-Hydramatic 3T40 a tre rapporti. Il motore era installato anteriormente, e la trazione era all’avantreno. La produzione di questa generazione si concluse in occasione della chiusura dell'impianto di Tarrytown, che era attivo dall'inizio del XX secolo.

## La seconda serie: 1997-1999
Nel model year 1997, la Trans Sport ed i modelli omologhi furono oggetto del loro restyling più importante, in occasione del quale venne lanciata sul mercato una nuova generazione. Lo stile controverso della prima serie venne abbandonato, ed ora la linea appariva più convenzionale. Scomparvero il precedente tipo di scocca, i pannelli in materiale plastico ed il disegno liscio e sfuggente della carrozzeria. Questa seconda serie di Trans Sport aveva una costruzione a monoscocca e possedeva uno stile così convenzionale che la critica dell'epoca sottolineò come, se osservate distrattamente, queste monovolume potevano essere scambiate per i loro principali concorrenti, vale a dire il Dodge Caravan ed il Plymouth Voyager, i quali coprivano il 50% del mercato statunitense delle monovolume. Questa seconda serie della Trans Sport era assemblata a Doraville e fu disponibile in due versioni di passo differenti.
Questa serie di Trans Sport ebbe installato un solo tipo di motore, cioè un V6 da 3,4 L di cilindrata. Anche questa serie di Trans Sport era basata sul pianale U della General Motors. L'unico cambio disponibile era una trasmissione automatica a quattro rapporti.

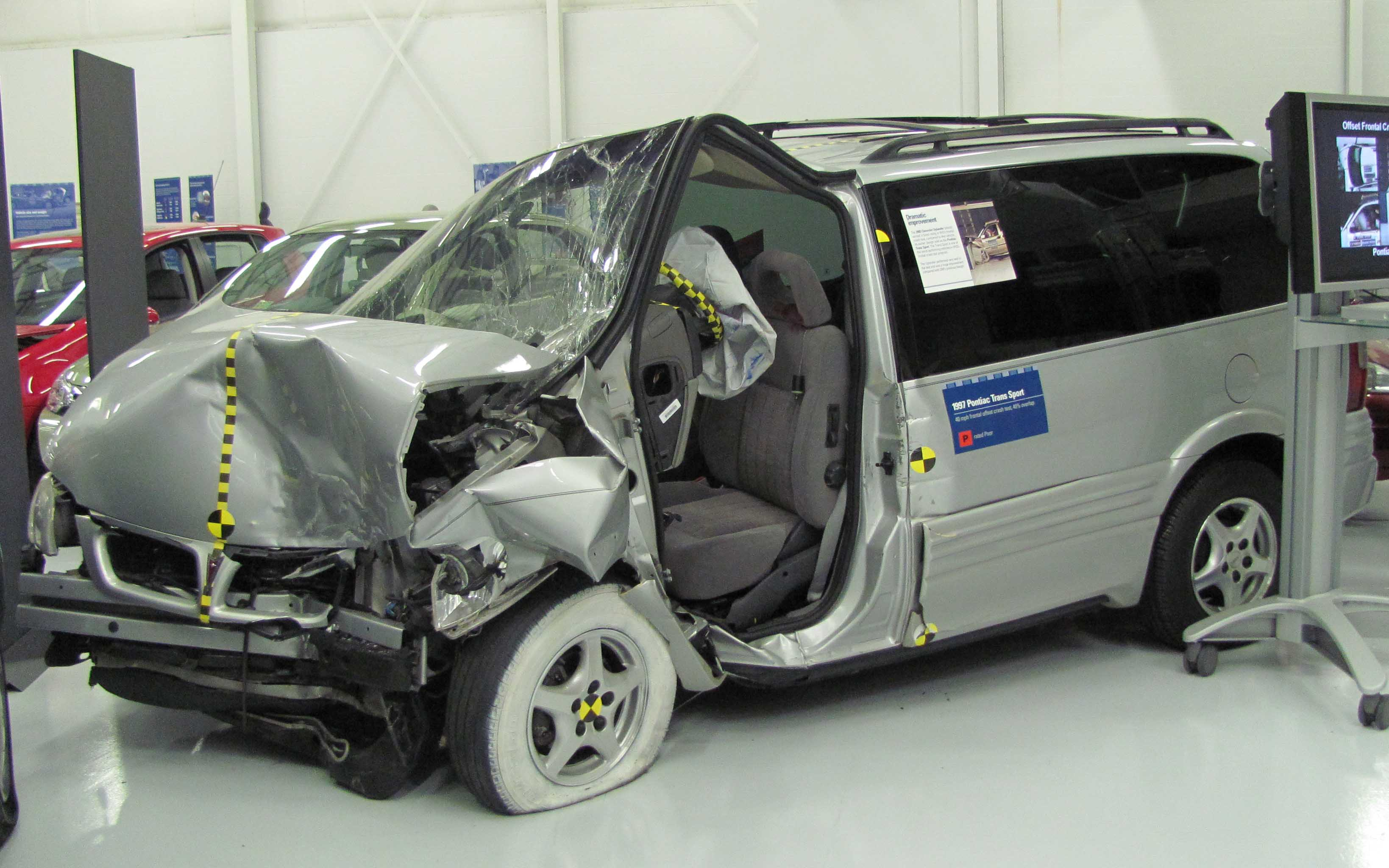
Una Pontiac Trans Sport del 1997 dopo un crash test eseguito dalla Insurance Institute for Highway Safety

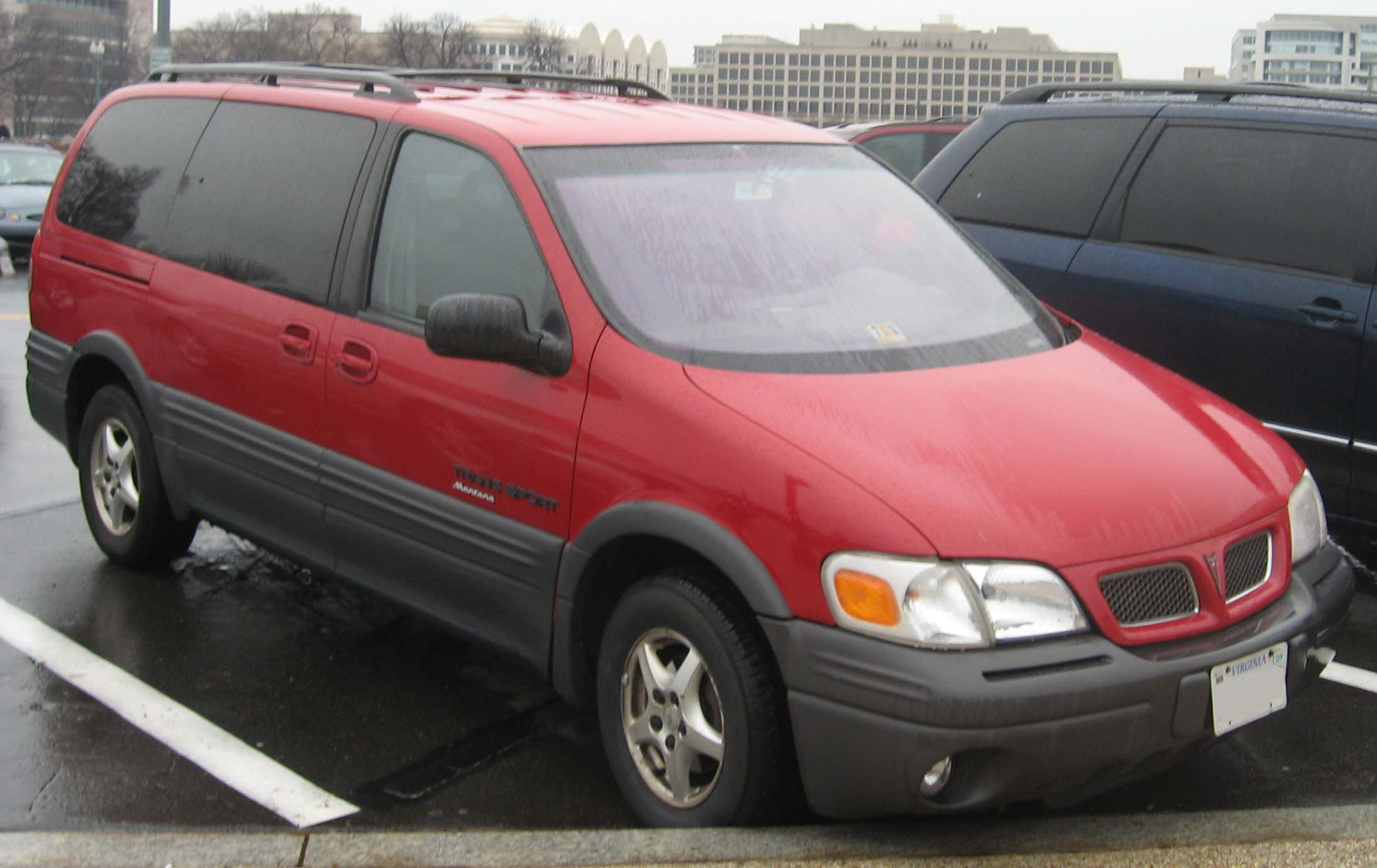
Pontiac Trans Sport Montana

La seconda serie della Trans Sport fu oggetto di un crash test a 64 km/h realizzato dall'Insurance Institute for Highway Safety, ed il risultato registrato fu un serio danneggiamento del veicolo. A seguito di ciò, il modello ricevette dall'organismo citato un basso giudizio. Alcuni commenti fatti dall'organismo menzionato furono:
- deformazione cospicua della parte sinistra dell'abitacolo con poco spazio per la sopravvivenza del guidatore;
- il movimento dello sterzo all'indietro, estremamente pronunciato, urtava fortemente la testa del manichino;
- la posizione innaturale delle gambe del manichino posizionato sui posti a sinistra indicava che queste parti del corpo sarebbero state pesantemente ferite in incidenti reali;
- l'urto laterale da sinistra si ripercuoteva sulla gamba sinistra del manichino, a tal punto da spezzargli la caviglia;

Questa generazione della Trans Sport fu venduta anche in Europa dalla Chevrolet insieme alla Opel/Vauxhall Sintra. La Sintra era basata sulla Trans Sport, sulla Pontiac Montana, sulla Chevrolet Venture, sulla Oldsmobile Silhouette e sulla Buick GL8, ma era commercializzata con i marchi Opel e Vauxhall. La Trans Sport era invece venduta, in Europa, come Chevrolet Trans Sport. Essa era basata sulla Chevrolet Venture, e con l'omonima vettura americana aveva parecchie caratteristiche in comune. Le differenze invece riedevano nei fanali anteriori, laterali e posteriori, oltre che nelle cinture di sicurezza. Inoltre, erano presenti differenze per quanto riguardava la conformità del veicolo alla legislazione europea, che era diversa da quella americana. Questi modelli commercializzati in Europa furono tolti dal mercato tra il 2003 ed il 2007, a seconda delle nazioni e delle scorte immagazzinate. In Europa, il modello ebbe successo soprattutto in Svezia.
Nel 1997 e nel 1998 negli Stati Uniti, e nel 1999 in Canada, il modello era disponibile anche come "Trans Sport Montana". Questa versione del modello fu assemblato sulle stesse linee produttive del Trans Sport standard. Nel model year 1999 (nel 2000 in Canada) il nome "Trans Sport" fu tolto dal nome del modello e l'allestimento Montana diventò un modello a sé stante. La Trans Sport scomparì quindi dal mercato americano. Nel momento in cui fu operata questa scelta di mercato, le vendite dell'allestimento Montana coprivano l'80% delle vendite totali della Trans Sport.